# Leptoclinides variegatus
Leptoclinides variegatus är en sjöpungsart som beskrevs av Kott 200. Leptoclinides variegatus ingår i släktet Leptoclinides och familjen Didemnidae. Inga underarter finns listade i Catalogue of Life.